# كلية هندسة البترول والتعدين (جامعة السويس)
كلية هندسة البترول والتعدين أو كلية البترول أو كلية التعدين وهي أول كلية بترولية في الشرق الأوسط وشمال أفريقيا،
وعميد الكلية الحالي هو الدكتور عصام أحمد .

## التاريخ
هي كلية هندسة البترول والتعدين بالسويس (المعمل) والتابعة لجامعة السويس (جامعة قناة السويس سابقا) تم تأسيسها في عام 1961 كمعهد عالى للبترول والتعدين نظام 5 سنوات (3 + 2)
وتخرجت أولى دفعاتها عام 1966 وكانت بدايتها في المعمل بحي الزيتيات بمحافظة السويس
وعقب نكسة يونيو 1967 انتقلت الكلية بشكل مؤقت إلى شبين الكوم بمحافظة المنوفية وبقيت هناك حتى عام 1975،
عند تأسيس الكلية كانت تحمل اسم المعهد العالي الصناعي للبترول والتعدين ولم تكن تتبع لأي جامعة
وفي عام 1975 تم تغيير اسمها إلى كلية البترول والتعدين وتم ضمها لجامعة حلوان
وفي العام التالي 1976 تم تأسيس جامعة قناة السويس بالإسماعيلية وتم ضم الكلية للجامعة الجديدة تحت اسم كلية هندسة البترول والتعدين
ثم تأسست جامعة السويس في عام 2012 وأصبحت الكلية تابعة لجامعة السويس منذ ذلك الحين.
في عام 2017 تم نقل مقر كلية هندسة البترول من منطقة (المعمل) إلى جوار مقر جامعة السويس حيثما الكليات الأخرى.

## اليونسكو
عنيت الكلية باهتمام كبير وكان من أهم صور التبعية المباشرة لمنظمة الثقافة والعلوم (اليونسكو) وفي تلك الفترة زخرت الكلية بخلاصة العلوم الأجنبية والبحوث ووفد للكلية عدد كبير من عظماء صناعة البترول في العالم ومنهم العالم الروسي برسنكو أستاذ الحفر الذي ظل يدرس المادة في الكلية لفترات.

## الأقسام
بالكلية خمسة أقسام عادية وواحد بالمصروفات وهي (قسم هندسة الاستكشاف وإنتاج البترول)، قسم هندسة البترول (حفر وإنتاج المواد البترولية)، وقسم التكرير والبتروكيماويات، وقسم هندسة الفلزات والمواد، وقسم هندسة المناجم، وأخيرا قسم الهندسة الجيولوجية (أنشئ عام 1976)، وتفصيلها كالآتي :

### قسم هندسة البترول الاساسي
حيث يحتل حاليا المركز الأول للتنسيق الداخلي للكلية. ويدرس فيه الطلاب أساليب استخراج البترول بدءا من الاستكشاف وانتهاء بالمعالجة الأولية لخامات الزيت والغاز، مرورا بعمليات الحفر واستكمال الآبار وتطوير الحقول والإنتاج المستحث وأساليب الرفع المساعدة وتحسين المكامن وإدارتها، كما تتضمن تطبيقات التكنولوجيا الحديثة في المجالات السابقة. وخريجو هذا القسم مؤهلون بصفة أساسية للعمل بشركات استخراج البترول في تخصصات الحفر والإنتاج وهندسة المكامن.

### قسم هندسة التكرير والبتروكيماويات
و هو أندر التخصصات على مستوى كليات الهندسة جميعا، حيث يدرس فيه الطلاب بتعمق أساليب تكرير خامات الزيت والغاز واستخلاص المشتقات المختلفة، بدءا من استلام الخام ونقله من الشركات المستخرجة وانتهاء بالمعامل الكيميائية المتخصصة، مرورا بعمليات فصل الشوائب والأملاح والمياه ومعالجة تلك المنتجات غير المرغوب فيها وأساليب التخلص منها، وتصميم وحدات المعالجة المختلفة، وإنتاج مشتقات البترول المختلفة كالوقود بكافة أنواعه والبوليمرات بكافة استخداماتها والبتروكيماويات الأولية التي تدخل كمواد خام في صناعات أخرى عديدة كالأدوية والأصباغ واللدائن والمنسوجات، وغيرها الكثير من المنتجات البترولية التي نعتمد عليها في حياتنا اليومية. وخريجو هذا القسم مؤهلون بصفة أساسية للعمل بمعامل التكرير وشركات البتروكيماويات ومصانع الأدوي فهذا

### قسم هندسة الفلزات والميتالورجيا
التخصصات الدقيقة المتفرعة من هندسة الفلزات والمواد مثل (هندسة إنتاج المواد الجديدة – هندسة استخلاص المواد وتحضيرها – هندسة اللحام – هندسة فحص واختبار المواد – هندسة التآكل – هندسة المعالجات الحرارية – هندسة تشكيل المواد – هندسة السباكة – هندسة صناعة الصلب - والكثير من التخصصات الأخرى).

### قسم هندسه التعدين
المجالات العامة للدراسة في القسم:
إلي جانب العلوم الأساسية والهندسية والعلوم الإنسانية والمعارف العامة التي يدرسها طالب الهندسة، تشتمل الدراسة في قسم هندسة التعدين علي مجموعة من الاتجاهات الأساسية المتخصصة في علوم هندسة التعدين والتي يمكن تلخيصها علي الوجه التالي:
•	تكنولوجيا المناجم السطحية.Technology of Surface Mines
الخامات المعدنية التي توجد علي سطح الأرض أو بالقرب منه تحتاج إلي الطرق الهندسية المناسبة والاقتصادية لاستخراج هذه الخامات ومن ثم يقوم الطالب بدراسة الطرق والأساليب العلمية المناسبة التي تؤهله للقيام بهذا العمل علي أكمل وجه.
•	تكنولوجيا المناجم التحت سطحية Technology of underground mines.
أما بالنسبة للخامات المعدنية التي توجد بعيدا عن سطح الأرض فإنها تحتاج أساليب أخرى هندسية مناسبة واقتصادية لاستخراج هذه الخامات ومن ثم يقوم الطالب بدراسة كل الطرق والأساليب العلمية المناسبة التي تؤهله للقيام بهذا العمل علي أكمل وجه.
•	معالجة الخامات Mineral processing.
في هذا الاتجاه العلمي المهم يقوم الطالب بدراسة كل أساليب وطرق معالجة الخامات التي يتم استخراجها وذلك لتصبح ذات قيمة اقتصادية عالية، بالإضافة إلي أن هذا الاتجاه يخدم أيضا طرق معالجة المشاكل البيئية المختلفة.
•	تهوية وتكييف المناجمMine Ventilation and Air Conditioning.
يقوم هنا الطالب بدراسة أسس وطرق حل مشاكل عمليات التعدين والوحدات الصناعية للتخلص من الأتربة والغازات السامة وغيرها وذلك بتطبيق العلوم الهندسية المختلفة من ميكانيكا الموائع والديناميكا الحرارية وغيرها.
•	اقتصاديات وإدارة المناجم Mine Economics & Management.
دراسة طرق حساب القيمة والجدوى الاقتصادية للمشروعات التعدينية وكيفية إدارتها بطرقة علمية هندسية سليمة.
•	المساحة بمختلف أفرعها (Plane Surveying & Topography ,Geodetic Surveying ,Photogrammetry and astronomy Mine.Surveying).
يقوم الطالب هنا بدراسة كل أنواع علوم المساحة وكيفية تطبقها وذلك من مساحة مستوية وحساب الكميات والمساحة الجيوديسية والمساحة التصويرية والفلك والمساحة التحت أرضية، ويقوم الطالب بإعداد مشروع متكامل في المساحة.
•	تفجير وتثقيب الصخور Rock Drilling & Blasting.
يقوم الطالب أيضا بدراسة الأساليب الهندسية لتثقيب الصخور وذلك بغرض تكسير الصخور وتفجيرها ويقوم الطالب بدراسة أسس هندسة التفجير لما لها من أهمية كبيرة في مجال التعدين.
كما يقوم بدراسة نظرية التفجير والتكسير.
•	تصميم وحدات المناجم Mine Plant Design.
يقوم الطالب بدراسة استخدام الطرق الهندسية المختلفة في تصميم الوحدات المختلفة للمناجم من ماكينات وضاغطات الهواء وغيرها من الوحدات.
•	إعداد مواد البناء Building Materials and Their Preparations.
يدرس الطالب كيفية اختبار مواد البناء وصلاحيتها وكيفية قطع مواد البناء وإعدادها.
•	تداول الخامات Materials Handling.
دراسة طرق نقل الخامات بأنواعها المختلفة مع دراسة كيفية تصميم المعدات واختيار المواد المناسبة.
•	معالجة الخامات الغير فلزية Processing of Non-metallic Raw Materials.
معالجة المواد الخام للصناعات المختلفة (الاسمنت، الأسمدة، الأحماض، وغيرها من الصناعات الهامة).
مجالات العمل المتاحة لخريجي قسم هندسة التعدين:
ترتبط مجالات العمل لخريجي قسم هندسة التعدين بنفس مجالات الدراسة التي يدرسها الطالب.
يمكن لخريجي القسم العمل في المجالات التالية:
o	تصميم وبناء المشروعات السطحية.
Design and build subsurface spaces for shopping, living, working.
Design and build hydroelectric projects.
Subsurface storage facilities.
o	تصميم المشروعات التحت سطحية.
Design and build subways and underground rail.
Design and build tunnels and subsurface highways.
o	العمل في المراكز البحثية والعمل الحكومي.
Work in advanced Research Centers، Government.
o	تصميم وبناء السدود والخزانات.
Design and build dams and reservoirs.
o	الاستشارات الهندسية.
Engineering consulting companies.
o	النقل والسكك الحديدية ومحطات الطاقة المائية.
Transportation companies, Railways, Hydroelectric.
o	في مجال التعدين.
The exploration, recovery and processing of minerals, metals, oil and gas. Finding safer and more economical ways to use fossil fuels. Surface and underground mine design and planning. Environmental aspects of resource engineering. Ascertain the size of ore beds and determine if the ore can be extracted economically and design environmental methods of site reclamation and mine closure. Develop plans for the location of shafts, tunnels and chambers, underground openings, open-pit mines, mine ventilation systems and drainage systems. Supervise mine workers and ensure adherence to safety standards. Specialize as blasting design engineers.
o	في مجال الحاسب الآلي وتطبيقاته في الصناعة.
```
Computer and Software, Technology and Equipment 
```

o	في مجال البيئة.
Environmental Consultant
هذا ويمكن إجمال المجالات التي يمكن لخريجي قسم هندسة التعدين والمعادن العمل بها كما يلي.
•	Exploration.
•	Ore reserve estimation.
•	Rock and soil mechanics.
•	Seismic testing and research.
•	Blast design and rock fragmentation.
•	Heavy civil construction: dams, tunnels etc.
•	Mine drainage and dewatering.
•	Occupational health and safety.
•	Ventilation.
•	Petroleum engineering.
•	Production supervision.
•	Management.
•	Consulting companies.
•	Research facilities.
•	Governments.
•	Environmental design.
•	Banks, Brokerage houses.

### قسم الهندسة الجيولوجيه والجيوفيزيائيه
يرجع تاريخ إنشاء القسم لسنه 1976 وتخرجت أول دفعه سنه 1981
وكان لإنشاء القسم ضروره ملحه وذلك لافتقاد اقسام الكلية حلقه هامه من حلقات التكامل
التي يمثلها بدوره المهندس الجيولوجى أو المهندس الجيوفيزيائى بصيغه أخرى مهندس الاستكشاف
تنقسم دراسة القسم إلى مسارين مختلفين يحدد كلا منهم وظيفه هندسيه منفصله عن الأخرى
تتناسب دراسة القسم مع مسمى القسم ذاته
فاسم القسم هو الهندسة الجيولوجيه والجيوفيزيائيه
بالنسبة للهندسة الجيولوجيه يدرس الطالب مايلى ليناسب طبيعه عمله في هذا المجال
هندسة جيولوجيه
هندسة الأساسات
هندسه مدنيه
هندسه إنشاءات
هندسه انفاق وسدود وجسور
ميكانيكا تربه
الهندسة البيئية
مياه جوفيه
هيدرولوجى
علم الرسوبيه
مساحه مستويه
مساحه جيوديسيه
زلازل وبراكين
جيولوجيا تركيبيه
صخور ومعادن
ويسمى ما سبق بتخصص الجيوتيكنيك
اما عن مجال البترول
هندسة الحفر
خزانات بترول
جيولوجيا بترول
سيزميك
تسجيلات ابار
جيوفيزياء 1
جيوفيزياء2
الاستشعار عن بعد
اقتصاديات جيولوجيا
وبذلك تتحد هويه المهندس خريج القسم بالتخصص الذي يعمل به
سواء في مجال البترول أو الجيوتيكنيك

### قسم استكشاف وانتاج البترول
أثار هذا القسم الكثير من الجدل في الكلية منذ إنشائه في عام 2005 وحتى الآن، حيث لا يختلف كثيرا في محتواه عن القسم الأول (قسم هندسة البترول)، والاختلاف الواضح بينهما أن هذا القسم يتبع نظام الساعات المعتمدة، أو نظام التعليم المتميز، ويدفع الطالب في الفصل الدراسي الواحد "خمسه الاف جنيه"، أي عشره الاف جنيه للسنه الواحدة، أو الفين جنيه في حالة التخلف للدور الصيفي.
ولأن الالتحاق بالقسم يشترط عليهم الحصول على امتياز في السنة الاعداية - بخلاف قسم هندسة البترول - فإن الملتحقين به يكونون ممن لم يحالفهم التنسيق للالتحاق بقسم هندسة البترول.
يدرس هذا القسم مواد لا يدرسها قسم البترول العادى كما أن نظام التقديرات يختلف كليا عن النظام العادى.

## خريجو الكلية
تخرج من الكلية عدد كبير من المهندسين الناجحين في مجال صناعة البترول والتعدين والذين لهم بالغ الاثر في تطوير عمليات الحفر والاستكشاف وعلوم الأرض والمواد في كافه أنحاء العالم.